# Symphonies parisiennes

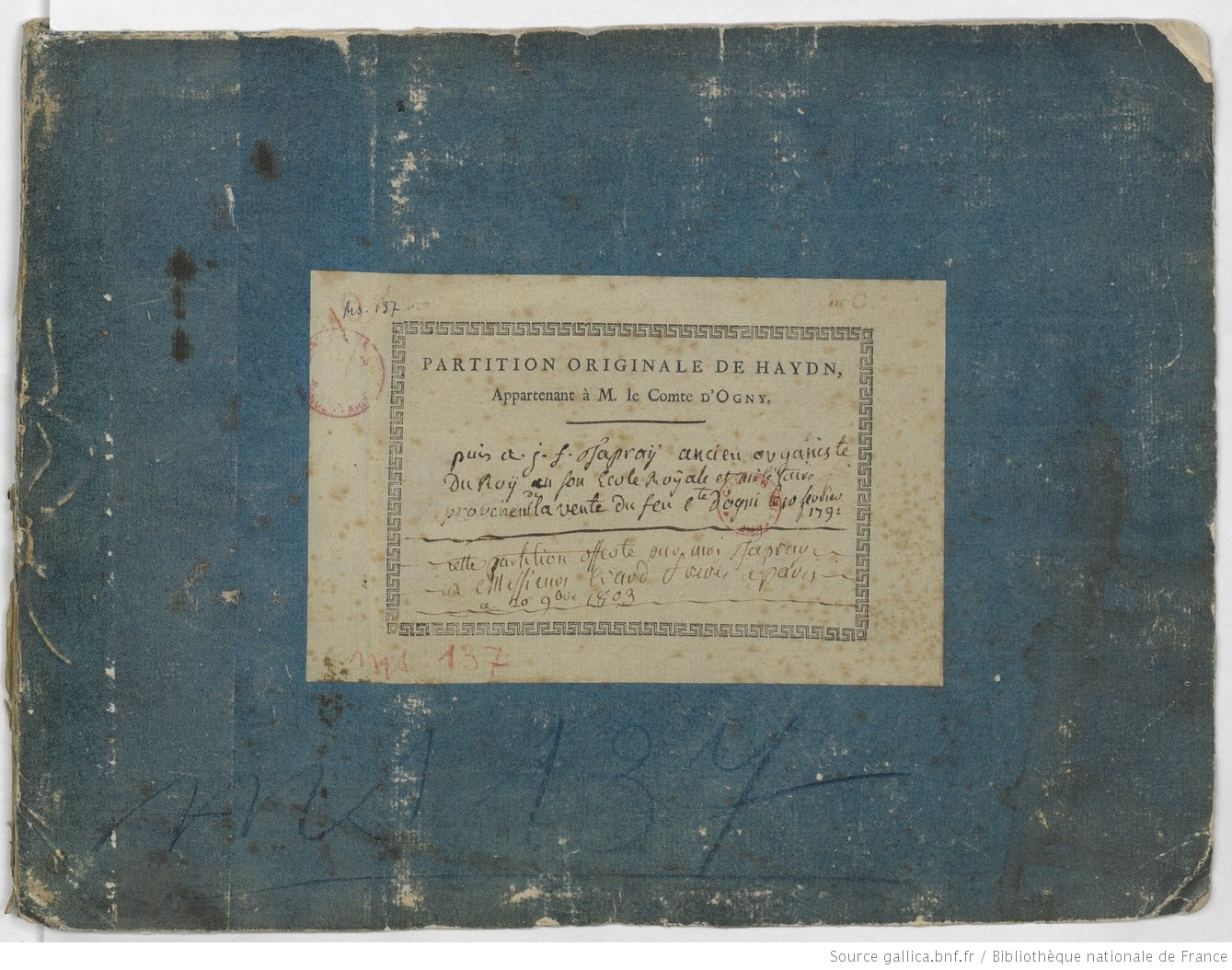
Couverture du manuscrit autographe de la Symphonie n^{o} 82 : « Partition originale de Haydn appartenant à M. le Comte d'Ogny ».

Les Symphonies parisiennes sont un ensemble de six symphonies composées par Joseph Haydn en 1785 et 1786 pour le Comte d'Ogny, qui en avait passé commande pour le Concert de la Loge olympique dirigé par le chevalier de Saint-George. Elles ont été créées à Paris en 1787.

## Présentation
Les six symphonies dites « parisiennes » de Joseph Haydn sont dues à Claude-François-Marie Rigoley, comte d'Ogny, l'un des promoteurs du Concert de la Loge olympique à Paris. Fin 1784, début 1785, il prend en effet contact avec Haydn par l'intermédiaire du compositeur et chef d'orchestre de la société de concerts, le chevalier Joseph Bologne de Saint-George, et passe commande d'une série de symphonies, au prix de 25 louis d'or par symphonie, plus cinq louis pour les droits de publication.
Le Concert de la Loge olympique était un orchestre issu d'une loge maçonnique et composé de professionnels et d'amateurs, dont le comte d'Ogny lui-même qui y jouait du violoncelle, qui se produisait dans la salle des Cent-Suisses du palais des Tuileries.
Cinq des six partitions autographes de Haydn subsistent aujourd'hui et toutes semblent avoir fait partie de la bibliothèque musicale du comte d'Ogny, « une des plus riches collections musicales privées qui aient jamais été rassemblées au XVIIIe siècle ». L'autographe de la symphonie dite « L'Ours », conservé à la Bibliothèque nationale de France, indique par exemple en note au crayon qu'il faisait partie de la « vente de feu Cte d'Ogni le 10 février 1791 ».

## Composition
Les symphonies parisiennes comprennent :
- Symphonie no 82, en do majeur, dite « L'Ours » (1786)[3]
- Symphonie no 83, en sol mineur, dite « La Poule » (1785)[4]
- Symphonie no 84, en mi bémol majeur (1786)[4]
- Symphonie no 85, en si bémol majeur, dite « La Reine de France » (1785)[5]
- Symphonie no 86, en ré majeur (1786)[6]
- Symphonie no 87, en la majeur (1785)[5]

## Publication

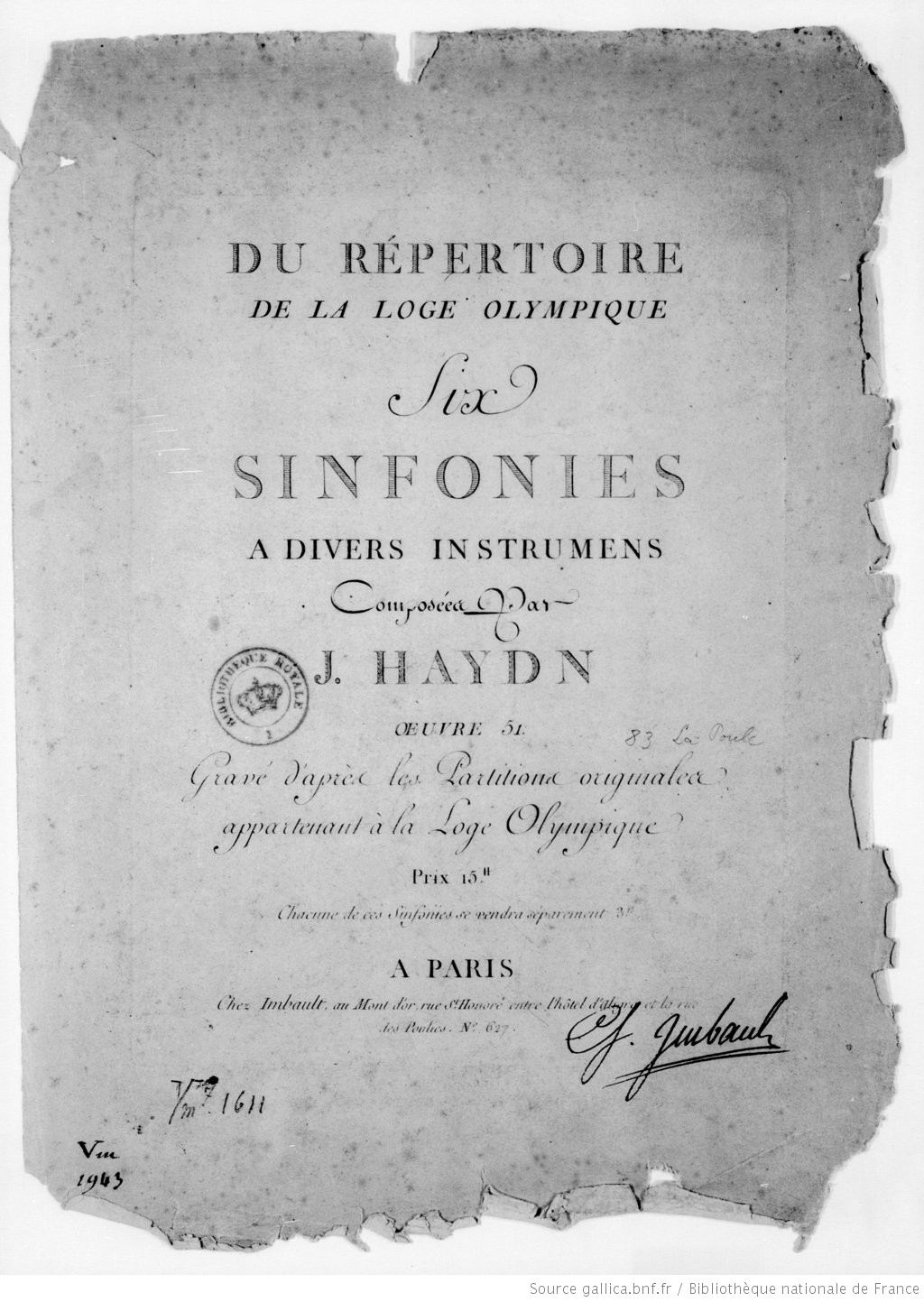
Page de titre des Symphonies parisiennes pour l'édition Imbault (1788) : « Du Répertoire de la Loge olympique ».

L'ordre de numérotation actuel des symphonies, issu de l'édition Artaria de décembre 1787 et repris par Mandyczewski (puis dans le catalogue Hoboken), ne correspond ni à celui de composition, ni à l'ordre de publication voulu par Haydn — sans doute proche de celui de composition —, qui indiquait dans une lettre à son éditeur le 2 août 1787 : « il faut les graver comme suit. La symphonie en la [no 87] no 1, en si bémol [no 85] no 2, en sol mineur [no 83] no 3, en mi bémol [no 84] no 4, en ré [no 86] no 5, en ut [no 82] no 6. »
Annoncée en janvier 1788 dans Le Mercure de France, « d'après les Partitions originales appartenant à la Loge Olympique », la publication française par Imbault adopte un ordre encore différent mais, à la différence d'Artaria, compatible avec les dates supposées de composition : 83, 87, 85, 82, 86, 84. 

## Création et réception
Les premières auditions se déroulent à Paris en 1787 et sont également données au Concert Spirituel.
Le Mercure de France écrit : « Ces Symphonies du plus beau caractère et d'une facture étonnante ne peuvent manquer d'être recherchées avec le plus vif empressement par ceux qui ont eu le bonheur de les entendre. Le nom de Haydn répond de leur mérite extraordinaire ».
Cette série de six symphonies parisiennes inaugure un cycle de symphonies qui, jusqu'à la dernière des londoniennes de Haydn, constituent, « avec les six dernières symphonies de Mozart (et avant que Beethoven ne vienne prendre le relais), l'apogée de la « symphonie classique viennoise » ».

## Discographie
- Joseph Haydn: Complete Paris symphonies Nos. 82-87, Orchestre de chambre de Paris, Douglas Boyd (dir.), NoMadMusic NMM078, 2021[10].
- Haydn: Paris Symphonies, Zurich Chamber Orchestra, Roger Norrington (dir.), Sony Classical 88875021332, 2015[11].
- Joseph Haydn: Paris symphonies Nos. 82-87, Heidelberger Sinfoniker, Thomas Fey (dir.), Hänssler 98619, 2010.
- Haydn: The Paris Symphonies Nos. 82-87, Concentus Musicus Wien, Nikolaus Harnoncourt (dir.), Deutsche Harmonia Mundi 60602, 2005.
- Haydn: The Paris Symphonies 82-87, Orchestre du Siècle des Lumières, Sigiswald Kuijken (dir.), Virgin Classics, 1999.
- Haydn: The Paris Symphonies Nos. 82-87, Academy of St Martin in the Fields, Neville Marriner (dir.), Philips Classics, 1993.
- Haydn: The 6 Paris Symphonies, Orchestre philharmonique de New York, Leonard Bernstein (dir.), Sony Classical, 1992.
- Haydn: 6 Paris Symphonies, Orchestre philharmonique de Berlin, Herbert von Karajan (dir.), Deutsche Grammophon, 1981.
- Haydn: Paris Symphonies Nos. 82-87, English Chamber Orchestra, Daniel Barenboim (dir.), EMI Classics, 1976 (rééd. 2006).